# Macrodactyla
Macrodactyla är ett släkte av koralldjur. Macrodactyla ingår i familjen Actiniidae.
Kladogram enligt Catalogue of Life:
| Macrodactyla | \| \| Macrodactyla aspera \| \| \| \| \| \| Macrodactyla doreensis \| \| \| \| |
|              | \| \| Macrodactyla aspera \| \| \| \| \| \| Macrodactyla doreensis \| \| \| \| |
|              | Macrodactyla aspera                                                            |
|              |                                                                                |
|              | Macrodactyla doreensis                                                         |
|              |                                                                                |